# Збірна Грузії з хокею із шайбою
Збірна Грузії з хокею із шайбою  — національна чоловіча збірна команда Грузії, яка представляє країну на міжнародних змаганнях з хокею. Функціонування команди забезпечується Федерацією хокею Грузії.

## Історія
Збірна Грузії яка представляла Грузинську Радянську Соціалістичну Республіку зіграла свою першу гру у 1962 році під час Зимової Спартакіади, (проходила в Свердловську). Грузія здобула перемоги у матчах із збірними Киргизької РСР та Вірменської РСР та програли збірним Литовської РСР, Казахської РСР, Естонської РСР та Латвійської РСР. У 2009 році Грузія приєдналася до Міжнародної федерації хокею, як асоційований член.
У 2010 році грузини провели свої перші міжнародні матчі як незалежна збірна у Єревані проти збірних Вірменії та Південної Африки програвши обидва матчі відповідно 1:22 та 1:8. У 2012 році Грузія дебютували на чемпіонату світу, відігравши три кваліфікаційні матчі до чемпіонату світу 2013 року у третьому Дивізіоні.

## Виступи на чемпіонатах світу

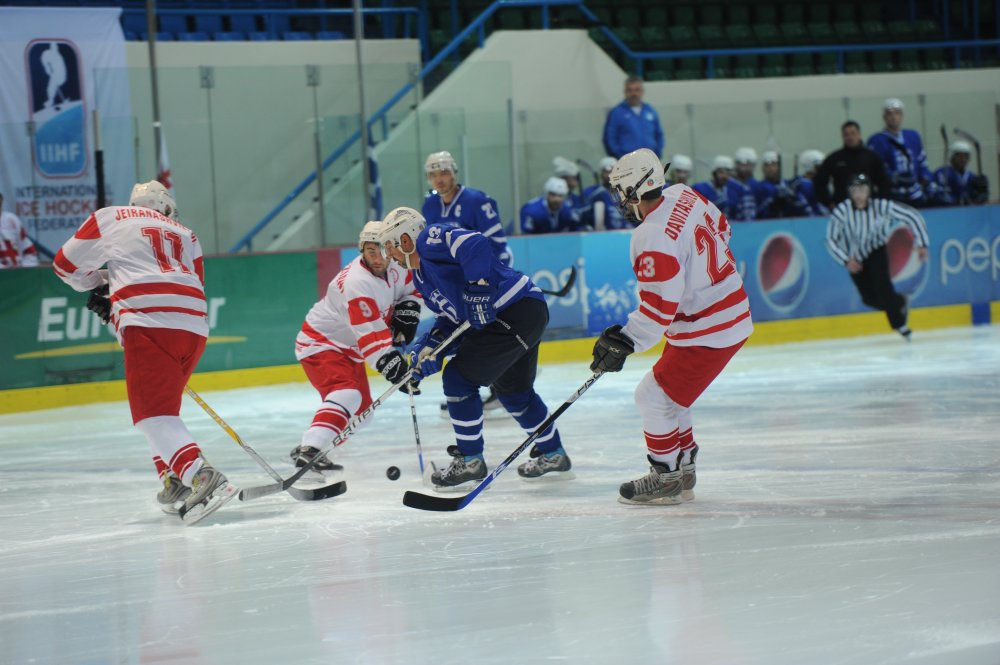
Збірна Грузії-збірна Греції. Кваліфікаційний турнір третього дивізіону чемпіонату світу з хокею з шайбою 2013

- 2013 — 4-е місце кваліфікація Дивізіон III
- 2014 — 6-е місце Дивізіон III
- 2015 — 5-е місце Дивізіон III
- 2016 — 2-е місце Дивізіон III
- 2017 — 3-є місце Дивізіон III
- 2018 — 1-е місце Дивізіон III
- 2019 — 4-е місце Дивізіон IIB
- 2022 — 2-е місце Дивізіон IIB
- 2023 — 2-е місце Дивізіон IIA
- 2024 — 3-є місце Дивізіон IIB
- 2025 — 1-е місце Дивізіон IIB